# Dichagyris spissilinea
Dichagyris spissilinea là một loài bướm đêm thuộc họ Noctuidae. Nó được tìm thấy ở region of miền nam Xibia và Mông Cổ.